# Cal Totxo
Cal Totxo és una obra de Barcelona inclosa a l'Inventari del Patrimoni Arquitectònic de Catalunya.

## Descripció
Construcció senzilla de diferents cossos asimètrics, feta de totxos posats de cantell, ara tapats pel parament arrebossat. Consta d'una sola planta, amb teulada a dos vessants. Per la banda de darrere, aprofitant el desnivell, es van habilitar uns soterranis, en part per a serveis. La façana presenta una petita porta d'entrada i dues finestres. En un dels laterals hi ha un cobert afegit, amb entrada a la casa, abans tapat pels costats, la meitat inferior amb paret i la meitat superior amb vidrieres, que es feia servir com a restaurant campestre. Després es va fer servir com a magatzem i garatge.
La finca ocupa una respectable superfície de bosc.

## Història
Els avantpassats dels titulars de la casa tenien la masia una mica més amunt que actualment, però en vendre les terres al doctor Andreu, promotor de la urbanització del Tibidabo, anaren a viure a Vallvidrera. Després tornaren a aquests verals i en Vicenç Balasch bastí la nova masia. A causa de l'afluència d'excursionistes i de visitants al Tibidabo, van anar abandonant les activitats agrícoles per dedicar-se a servir menjars i begudes, per la qual cosa cap als anys 1960-70 van construir al costat de la masia un nou edifici restaurant.
A la mort d'en Vicenç passà a la seva filla Hermínia Balasch. El negoci va tancar per problemes familiars i a la nova casa vivien els fills, germans Yebra, que exploten un bar a prop de l'aparcament del Tibidabo.